# هنری هشتم
هِنری هشتم (انگلیسی: Henry VIII؛ ۲۸ ژوئن ۱۴۹۱ – ۲۸ ژانویهٔ ۱۵۴۷) از ۲۲ آوریل ۱۵۰۹ تا هنگام مرگش در ۱۵۴۷ پادشاه انگلستان بود. او بابت شش ازدواج و کوشش‌هایش به‌منظور فسخ‌سازی نخستین ازدواجش (با کاترین آراگون) شناخته شده است. اختلاف نظر او با پاپ کلمنت هفتم در خصوص چنین فسخ‌سازی منجر به آغاز اصلاحات انگلستان شد، به‌طوری که کلیسای انگلستان از اقتدار پاپ جدا گردید. او خودش را رئیس معظم کلیسای انگلستان منصوب کرد و صومعه‌سراها را برچید که به موجب آن، از سوی پاپ تکفیر شد.
هنری تغییراتی بنیادی در قانون اساسی انگلستان به وجود آورد، قدرت سلطنتی را گسترش داد و نظریهٔ حق الهی پادشاهان را در مخالفت با اقتدار پاپ مطرح کرد. او مخالفان را بارها به اتهام خیانت و بدعت سرکوب می‌کرد و متهمان اغلب بدون محاکمهٔ رسمی با استفاده از لوایح محرومیت از حقوق مدنی اعدام می‌شدند. او از طریق وزرای ارشدش به بسیاری از اهداف سیاسی خود دست یافت؛ برخی از این وزیران هنگامی که مورد تأیید نبودند، تبعید یا اعدام شدند. تامس وولسی، تامس مور، تامس کرامول و توماس کرنمر همگی نقش برجسته‌ای در دستگاه حکومتی او داشتند.
هنری شخص ولخرجی بود و درآمدهای حاصل از انحلال صومعه‌سراها و لایحه‌های مجلس اصلاحات را مصرف می‌کرد. او پولی که پیش‌تر به رم پرداخت می‌شد را به خزانه سلطنتی برگرداند. با وجود پول حاصل از این منابع، او غالباً بابت ریخت‌وپاش شخصی و جنگ‌های هزینه‌بردار و تا حد زیادی بی‌حاصل (به‌ویژه با پادشاه فرانسه فرانسوای یکم، امپراتور روم مقدس کارل پنجم، پادشاه اسکاتلند جیمز پنجم و نیابت‌السلطنه اسکاتلند تحت سلطهٔ ارل آران و ماری گیز) در آستانهٔ نابودی مالی قرار داشت. او نیروی دریایی سلطنتی را توسعه داد که شاهد ضمیمه‌سازی ولز به انگلستان بود. او نخستین فرمانروای انگلیسی بود که به‌عنوان پادشاه ایرلند حکمرانی کرد.
معاصران هنری، او را پادشاهی جذاب، تحصیل‌کرده و ماهر می‌دانستند. او را «یکی از کاریزماتیک‌ترین حاکمانی که بر تخت انگلستان نشسته» دانسته‌اند و پادشاهی او «مهم‌ترین» دورهٔ پادشاهی در تاریخ انگلستان توصیف شده است. او همچنین مؤلف و آهنگساز بود. با بالا رفتن سن، هنری به‌شدت اضافه وزن پیدا کرد و سلامتی‌اش دچار آسیب شد. او در اواخر عمر خود غالباً فرمانروایی شهوتران، خودپرست، بدگمان، و خودکامه توصیف شد. پسرش ادوارد ششم جانشین او شد.

## زندگی
وی در سال ۱۵۰۹ میلادی بعد از مرگ پدرش هنری هفتم به سلطنت رسید. هنری در موضوع طلاق کاترین آراگن و جستجوی همسری که بتواند برای او یک ولیعهد به دنیا آورد، خود را با کلمنت هفتم پاپ و کلیسای کاتولیک روم درگیر کرد و مذهب مردم انگلستان را از کاتولیک به پروتستان تغییر داد و در نتیجه هنری به سلطهٔ مذهبی پاپ در انگلستان پایان بخشید و کلیسای انگلستان را مستقل کرد و خود را رهبر آن معرفی کرد.
این موضوع کاملاً به نفع انگلیس تمام شد، زیرا اولاً سیاست روحانی پاپ با سیاست ملی انگلستان مخالفت داشت و ثانیاً هر ساله مبلغ هنگفتی پول به عنوان خزانهٔ پاپ از کشور خارج می‌گشت.
هنری اولین پادشاه انگلیسی است که تحت تأثیر و نفوذ رنسانس تربیت شد. جان اسکلتن شاعر معروف انگلیسی یکی از مربیان و معلمان وی بود. هنری مردی فاضل و ادیب و زبانشناس و موسیقیدان بار آمد. وی بیشتر به خاطر ۶ بار ازدواج پی در پی اش مشهور شده است که در دو مورد آنها، او همسر خود را اعدام کرد.

## ماجرای ازدواج نخست هنری
هنری هشتم، پسر دوم هنری هفتم، پادشاه انگلستان بود. هنری هفتم، پادشاه انگلستان، برای آن که بتواند از حمایت سیاسی اسپانیا بهره‌مند شود (آن زمان اسپانیا، پرتغال و هلند ابرقدرت‌های اروپا و جهان به‌شمار می‌رفتند) مصر بود که ازدواجی سیاسی ترتیب بدهد. وی کاترین دختر پادشاه اسپانیا را به عقد ولیعهدش آرتور درآورد. وقتی کاترین جوان قدم به انگلستان گذاشت، متوجه شد ولیعهد (در واقع داماد) پسری علیل و بیمار است که تمام عمرش را در رختخواب سپری کرده. اما کاترین جرئت اعتراض نداشت و در دربار انگلستان ماند و در میان مردم به کاترین آراگون معروف شد. خیلی زود ولیعهد بیمار درگذشت و کاترین عزم بازگشت به کشور خودش را کرد. پادشاه که حاضر نبود این موقعیت را از دست بدهد، اصرار کرد که کاترین را به عقد خودش دربیاورد. این موضوع اعتراض کلیسا و مردم را برانگیخت زیرا ازدواج پدرشوهر و عروس را نامشروع می‌دانستند ولی پادشاه مدعی شد چون میان کاترین و پسرش هیچ مقاربتی صورت نگرفته، پس ازدواج او با عروسش مشکلی ندارد. اما به هرحال او نتوانست در برابر اعتراضها پایداری کند و تصمیم گرفت کاترین را به عقد پسر دیگرش هنری درآورد که چندین سال کوچکتر از کاترین بود. هنری به اجبار با همسر برادر متوفایش ازدواج کرد درحالی که هیچ علاقه‌ای به او نداشت. این ازدواج منجر به تولد دختری به نام ماری شد که بعدها ماری خونین لقب گرفت. هفت بارداری بعدی کاترین نتیجه‌ای جز سقط نداشت و این موضوع وقتی مهم شد که هنری به تخت نشست و همه منتظر تولد یک ولیعهد بودند.
به این ترتیب هنری بر آن شد تا از او جدا شود. کلیسا اجازه جدایی به پادشاه نمی‌داد زیرا عدم تولد فرزند ذکور را دلیلی بر طلاق نمی‌دانست. پس هنری بر آن شد تا پیمان زناشویی خود با کاترین را باطل کند. این کار نیز از دید کلیسا مجاز نبود؛ بنابراین با لایحه‌ای که تامس کرامول، منشی و پس از چندی نخست‌وزیر پادشاه به شورای اعیان برد، هنری با ایجاد اصلاحاتی خود را رهبر دینی نیز نامید تا به هدف خود برسد.

## دلیل تغییر مذهب هنری هشتم انگلستان
کاترین آراگن پس از چند سقط و بچهٔ مرده نتوانسته بود وارث پسر به دنیا آورد. او دختری به دنیا آورده بود بنام ماری. اما هنری وارث مرد می‌خواست و در نتیجه تصمیم گرفت کاترین را طلاق دهد. هنری به ندیمهٔ کاترین بنام آن بولین دل بست. ابتدا هنری از آن خواست تا معشوقه‌اش شود اما آن موافقت نکرد و هنری تصمیم گرفت با آن ازدواج کند. پاپ وقت، کلمنت هفتم، با طلاق کاترین و ازدواج مجدد هنری موافقت نکرد و هنری که چنین دید در سال ۱۵۳۴ میلادی در پارلمان انگلستان خود را رئیس کل کلیسای این کشور اعلام داشت و پاپ را از این سمت در قلمرو انگلستان خلع کرد و مذهب کشور انگلستان را از کاتولیک به پروتستان تغییر داد. نمایندگان پارلمان بر این تصمیم صحه گذاردند و از همان زمان کلیسای انگلستان از دستگاه پاپ جدا شده و دارای سراسقف (اسقف کانتربوری) از آن خود گردیده و طلاق و ازدواج مجدد آزاد شده است.

## ماجرای دومین همسر و خانواده بولین
پس از ماجرای نازایی کاترین، تمام خانواده‌های معروف انگلستان تلاش کردند تا دخترانشان را به پادشاه معرفی کنند. هنری که مردی زنباره و عیاش بود، با زنان بسیاری ارتباط برقرار کرد و حتی صاحب اولاد پسر نیز شد ولی از آنجا که هیچ‌کدام از این فرزندان حاصل یک ازدواج رسمی و شرعی نبودند، نمی‌توانستند ولیعهد باشند. یکی از این خاندان‌ها، خاندان بولین بود که در تلاش بود دخترشان، آن بولین را به پادشاه عرضه کند. اما هنری برخلاف تصور، دلباخته خواهر متأهل وی، ماری شده و با پرداخت پول به همسرش، زن جوان را در اختیار گرفت. اما حتی تولد پسر نیز دردی از دربار دوا نکرد. آن بولین بالاخره توانست نظر شاه را جلب کند و باردار شود. هنری پس از بارداری آن، به سرعت مراسم عقد را برگزار کرد و او را همسر قانونی خود نامید. صد روز بعد آن بولین دختری به دنیا آورد و او را الیزابت نامید. کسی که بعدها با نام الیزابت اول برتخت نشست. تولد دختر پادشاه را ناامید کرد اما آن بولین همچنان در دربار ماند. او خیلی زود مجدداً باردار شد ولی جنین را بر اثر سقط شبانه از دست داد. او که مطمئن بود این بار شاه به او رحم نخواهد کرد و به سراغ زنان دیگر خواهد رفت، موضوع سقط را مخفی کرده و از برادرش خواست با آن نزدیکی کند تا مجدداً باردار شده و ادامه بارداری قبلی‌اش قلمداد شود. اما درباریان به‌طور اتفاقی شاهد روابط نامشروع آن بولین با برادرش شدند و خبر را به هنری رساندند. البته گمان می‌رود که موضوع رابطه نامشروع او با برادرش تهمتی از طرف پادشاه و دشمنان آن بولین برای نابودی او بوده و صحت نداشته باشد. چراکه خاندان بولین با به اوج رسیدن ناگهانی خود پس از ازدواج آن با پادشاه، دشمنان زیادی در دربار پیدا کرده بودند. همچنین هنری هشتم که به بی بندوباری مشهور بود، بهانه‌ای برای رهایی از ازدواج با آن می‌خواست تا با معشوقه جدید خود جین سیمور ازدواج کند، پس تهمت‌های علیه آن را به راحتی پذیرفته و دستور گردن زدن او را صادر کرد. آن بولین به سرعت محاکمه شده و به جرم زنای با محارم گردن زده شد.

## مرگ
پس از مرگ وی در سال ۱۵۴۷ ابتدا پسر او ادوارد ششم و شش سال بعد ماری اول انگلستان دختر او از همسر اولش، کاترین آراگن به حکومت رسیدند. پس از ماری اول که بر اثر بیماری فوت کرد، الیزابت اول به حکومت رسید.

## نگارخانه

بازو بند به عنوان پرنس ولز
بازو بند به عنوان هنری هشتم
بازو بند به عنوان هنری هشتم
برچسب روی بازو نشانه دوک یورک